# Arpiria
Nella mitologia greca,  Arpiria  era una delle Arpie, creature mostruose metà donne e metà uccello, che tormentava gli esseri umani.

## Genealogia
Secondo Giovanni Tzetzes è figlia di Fineo.

## Mitologia
Arpiria e sua sorella Erasia tormentavano l'indovino Fineo nel tempo in cui gli Argonauti lo consultarono e Fineo tormentato dalle due creature mostruose chiese in cambio di esserne liberato. Così Giasone (il capo della spedizione) ordinò ai suoi alleati Calaide e Zete di cacciarle ed i due (essendo muniti di ali come lo erano le due Arpie) riuscirono a scacciarle.

## Curiosità
Secondo Apollodoro, Apollonio Rodio,  Diodoro Siculo nonché altri autori latini, il nome ed il numero delle Arpie è diverso da ciò che viene citato in questa voce.